# پاول هوفر

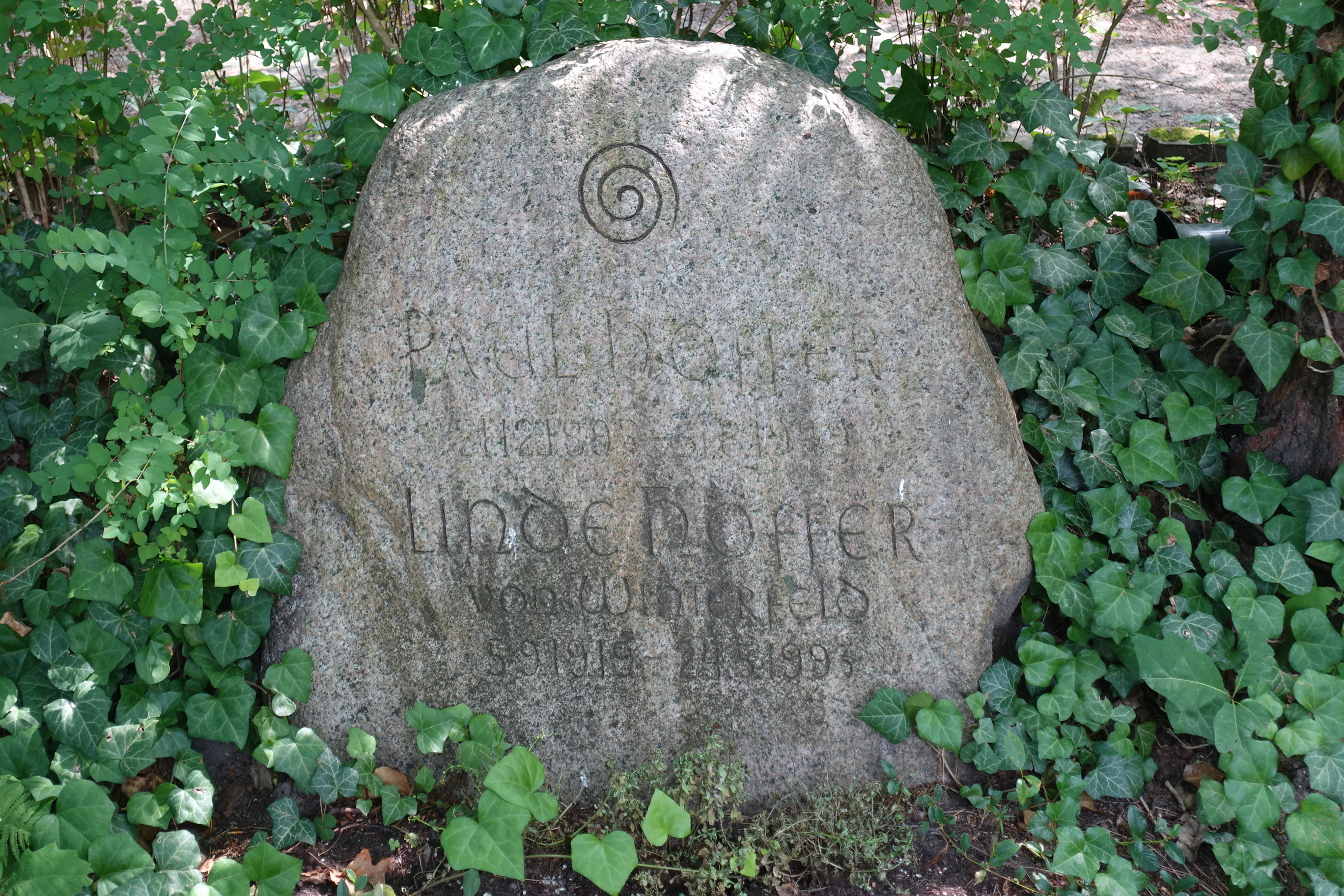
نمایی از سنگ‌مزار پاول هوفر - ۲۰۱۸

پاول هوفر (انگلیسی: Paul Höffer; ۲۱ دسامبر ۱۸۹۵ – ۳۱ اوت ۱۹۴۹) آهنگساز کلاسیک اهل آلمان بود.
از افتخارات وی میتوان به کسب مدال طلا موسیقی تک‌نوای و کر در بخش مسابقات هنری بازی‌های المپیک تابستانی ۱۹۳۶ اشاره کرد.